# Roche-Charles-la-Mayrand
Roche-Charles-la-Mayrand est une commune française située dans le département du Puy-de-Dôme, en région Auvergne-Rhône-Alpes.

## Géographie
Elle est située dans le nord du Cézallier.
| Valbeleix               |                          | Chassagne             |
| Compains                | Roche-Charles-la-Mayrand | Dauzat-sur-Vodable    |
| Saint-Alyre-ès-Montagne | Mazoires                 | La Chapelle-Marcousse |

### Climat
Pour des articles plus généraux, voir Climat d'Auvergne-Rhône-Alpes et Climat du Puy-de-Dôme.
En 2010, le climat de la commune est de type climat de montagne, selon une étude du Centre national de la recherche scientifique s'appuyant sur une série de données couvrant la période 1971-2000. En 2020, Météo-France publie une typologie des climats de la France métropolitaine dans laquelle la commune est exposée à un climat de montagne ou de marges de montagne et est dans la région climatique  Nord-est du Massif Central, caractérisée par une pluviométrie annuelle de 800 à 1 200 mm, bien répartie dans l’année. 
Pour la période 1971-2000, la température annuelle moyenne est de 7,1 °C, avec une amplitude thermique annuelle de 15,3 °C. Le cumul annuel moyen de précipitations est de 1 112 mm, avec 11,5 jours de précipitations en janvier et 8,9 jours en juillet. Pour la période 1991-2020, la température moyenne annuelle observée sur la station météorologique de Météo-France la plus proche, « Anzat-le-Luguet_sapc », sur la commune d'Anzat-le-Luguet à 14 km à vol d'oiseau, est de 7,5 °C et le cumul annuel moyen de précipitations est de 1 207,2 mm,. Pour l'avenir, les paramètres climatiques de la commune estimés pour 2050 selon différents scénarios d'émission de gaz à effet de serre sont consultables sur un site dédié publié par Météo-France en novembre 2022.

## Urbanisme

### Typologie
Au 1er janvier 2024, Roche-Charles-la-Mayrand est catégorisée commune rurale à habitat très dispersé, selon la nouvelle grille communale de densité à sept niveaux définie par l'Insee en 2022.
Elle est située hors unité urbaine et hors attraction des villes,.

### Occupation des sols
L'occupation des sols de la commune, telle qu'elle ressort de la base de données européenne d’occupation biophysique des sols Corine Land Cover (CLC), est marquée par l'importance des forêts et milieux semi-naturels (55,8 % en 2018), en augmentation par rapport à 1990 (43,5 %). La répartition détaillée en 2018 est la suivante : milieux à végétation arbustive et/ou herbacée (40,7 %), prairies (29,1 %), zones agricoles hétérogènes (15,1 %), forêts (15 %). L'évolution de l’occupation des sols de la commune et de ses infrastructures peut être observée sur les différentes représentations cartographiques du territoire : la carte de Cassini (XVIIIe siècle), la carte d'état-major (1820-1866) et les cartes ou photos aériennes de l'IGN pour la période actuelle (1950 à aujourd'hui).

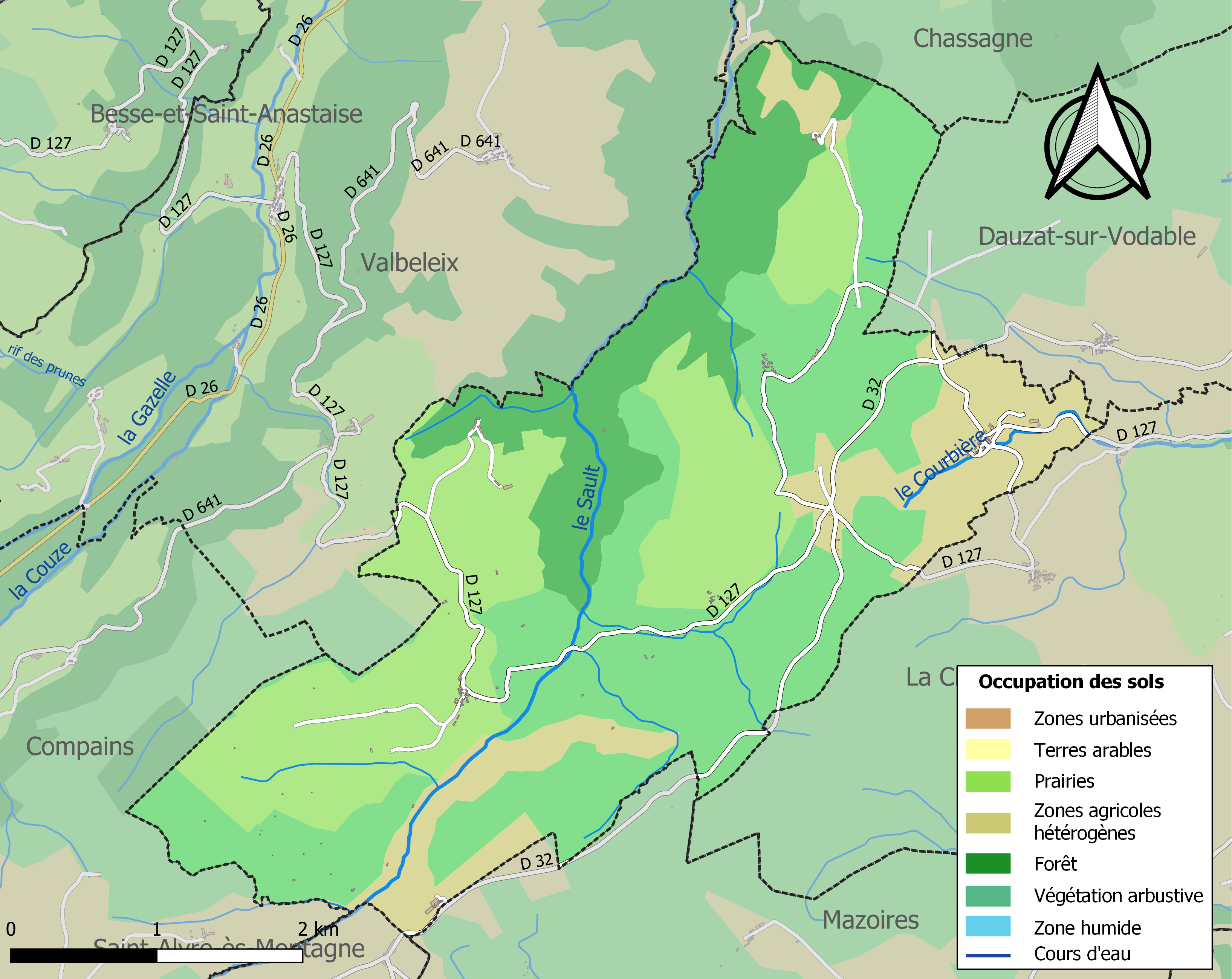
Carte des infrastructures et de l'occupation des sols de la commune en 2018 (CLC).

## Histoire
Le 1er janvier 1976, La Mayrand  et Roche-Charles fusionnent pour constituer Roche-Charles-la-Mayrand sous le régime de la fusion-association. Le 1er janvier 2014, la fusion-association est transformée en fusion simple.

## Politique et administration
| Période                                  | Période           | Identité                        | Étiquette | Qualité                                                                      |
| ---------------------------------------- | ----------------- | ------------------------------- | --------- | ---------------------------------------------------------------------------- |
| Les données manquantes sont à compléter. |                   |                                 |           |                                                                              |
| avant 1988                               | ?                 | Bernard Veissière               | PS        | Assureur, élu maire d'Ardes Conseiller général du canton d'Ardes (1982-2015) |
| mars 2001                                | 2008              | Noël Coissard                   |           | Agriculteur                                                                  |
| mars 2008                                | juin 2021 (décès) | Roger Roche,                    |           | Maçon retraité                                                               |
| juin 2021                                | En cours          | Jean-Marc Gomez[réf. souhaitée] |           | Retraité                                                                     |

## Population et société

### Démographie
L'évolution du nombre d'habitants est connue à travers les recensements de la population effectués dans la commune depuis 1793. Pour les communes de moins de 10 000 habitants, une enquête de recensement portant sur toute la population est réalisée tous les cinq ans, les populations de référence des années intermédiaires étant quant à elles estimées par interpolation ou extrapolation. Pour la commune, le premier recensement exhaustif entrant dans le cadre du nouveau dispositif a été réalisé en 2005.

En 2022, la commune comptait 40 habitants, en évolution de −2,44 % par rapport à 2016 (Puy-de-Dôme : +2,1 %, France hors Mayotte : +2,11 %).
| 1793 | 1800 | 1806 | 1821 | 1831 | 1836 | 1841 | 1846 | 1851 |
| ---- | ---- | ---- | ---- | ---- | ---- | ---- | ---- | ---- |
| 300  | 183  | 292  | 259  | 298  | 299  | 317  | 308  | 263  |

| 1856 | 1861 | 1866 | 1872 | 1876 | 1881 | 1886 | 1891 | 1896 |
| ---- | ---- | ---- | ---- | ---- | ---- | ---- | ---- | ---- |
| 217  | 225  | 225  | 212  | 191  | 185  | 188  | 172  | 176  |

| 1901 | 1906 | 1911 | 1921 | 1926 | 1931 | 1936 | 1946 | 1954 |
| ---- | ---- | ---- | ---- | ---- | ---- | ---- | ---- | ---- |
| 184  | 168  | 168  | 138  | 148  | 132  | 132  | 95   | 86   |

| 1962 | 1968 | 1975 | 1982 | 1990 | 1999 | 2005 | 2006 | 2010 |
| ---- | ---- | ---- | ---- | ---- | ---- | ---- | ---- | ---- |
| 86   | 67   | 99   | 70   | 74   | 55   | 52   | 52   | 49   |

| 2015 | 2020 | 2022 | - | - | - | - | - | - |
| ---- | ---- | ---- | - | - | - | - | - | - |
| 42   | 42   | 40   | - | - | - | - | - | - |

## Culture locale et patrimoine

### Lieux et monuments
- Église Saint-Roch de Roche-Charles.

### Personnalités liées à la commune
- Jean-Louis Murat.